# Grand Prix de Fourmies
Grand Prix de Fourmies je jednodenní cyklistický závod konaný ve francouzském městě Fourmies a okolí. Od roku 2005 byl závod součástí UCI Europe Tour na úrovni 1.HC. Od roku 2020 je závod součástí UCI ProSeries. Ročník 2020 však musel být zrušen z důvodu pandemie covidu-19.
Posledním vítězem tohoto závodu (k roku 2022) je Australan Caleb Ewan z týmu Lotto–Soudal.

## Seznam vítězů
| Rok       | Země                               | Jezdec                             | Tým                                |
| --------- | ---------------------------------- | ---------------------------------- | ---------------------------------- |
| 1928      | Francie                            | Albert Barthélémy                  |                                    |
| 1929      | Francie                            | Albert Barthélémy                  |                                    |
| 1930      | Francie                            | Albert Barthélémy                  |                                    |
| 1931      | Francie                            | André Vanderdonckt                 |                                    |
| 1932      | Belgie                             | Georges Christiaens                |                                    |
| 1933      | Francie                            | François Mintkiewicz               |                                    |
| 1934      | Francie                            | Maurice Leleux                     |                                    |
| 1935      | Belgie                             | Éloi Meulenberg                    |                                    |
| 1936      | Belgie                             | Léon Lebon                         |                                    |
| 1937      | Francie                            | Gabriel Dubois                     |                                    |
| 1938      | Francie                            | Gabriel Dubois                     |                                    |
| 1939      | Francie                            | Émile Laplanche                    |                                    |
| 1940      | Nejelo se                          | Nejelo se                          | Nejelo se                          |
| 1941      | Francie                            | Maurice De Muer                    |                                    |
| 1942      | Nejelo se                          | Nejelo se                          | Nejelo se                          |
| 1943      | Francie                            | Camille Blanckaert                 |                                    |
| 1944–1945 | Nejelo se                          | Nejelo se                          | Nejelo se                          |
| 1946      | Francie                            | René Lafosse                       |                                    |
| 1947      | Francie                            | Fernand Patte                      |                                    |
| 1948      | Francie                            | Georges Hubatz                     |                                    |
| 1949      | Francie                            | Eugène Dupuis                      |                                    |
| 1950      | Polsko                             | Edward Klabiński                   |                                    |
| 1951      | Francie                            | Francis Delepierre                 |                                    |
| 1952      | Belgie                             | Michel Vuylsteke                   | Peugeot–Dunlop                     |
| 1953      | Francie                            | Gilbert Pertry                     | Peugeot–Dunlop                     |
| 1954      | Francie                            | Serge Meneghetti                   | Dilecta–Wolber                     |
| 1955      | Francie                            | Pierre Pardoën                     | Bertin–D'Alessandro                |
| 1956      | Itálie                             | Elio Gerussi                       | individuál                         |
| 1957      | Francie                            | Jean Stablinski                    | Essor–Leroux                       |
| 1958      | Belgie                             | Pierre Machiels                    | Saint-Raphaël–Geminiani            |
| 1959      | Belgie                             | André Noyelle                      | Bertin–Milremo                     |
| 1960      | Francie                            | Michel Vermeulin                   | Helyett–Leroux                     |
| 1961      | Francie                            | Joseph Wasko                       | Mercier–BP–Hutchinson              |
| 1962      | Francie                            | Guy Ignolin                        | Gitane–Leroux                      |
| 1963      | Belgie                             | Benoni Beheyt                      | Wiel's–Groene Leeuw                |
| 1964      | Belgie                             | Frans Melckenbeeck                 |                                    |
| 1965      | Belgie                             | Georges Van Coningsloo             |                                    |
| 1966      | Nejelo se                          | Nejelo se                          | Nejelo se                          |
| 1967      | Belgie                             | Willy Van Neste                    |                                    |
| 1968      | Nizozemsko                         | Gerben Karstens                    |                                    |
| 1969      | Belgie                             | Ronald De Witte                    |                                    |
| 1970      | Belgie                             | Noël Van Tychem                    |                                    |
| 1971      | Spojené království                 | Barry Hoban                        |                                    |
| 1972      | Nizozemsko                         | René Pijnen                        |                                    |
| 1973      | Belgie                             | Eddy Merckx                        | Molteni                            |
| 1974      | Belgie                             | Willy Teirlinck                    |                                    |
| 1975      | Západní Německo                    | Dietrich Thurau                    |                                    |
| 1976      | Belgie                             | Jean-Luc Vandenbroucke             |                                    |
| 1977      | Belgie                             | Jean-Luc Vandenbroucke             |                                    |
| 1978      | Francie                            | Yves Hézard                        |                                    |
| 1979      | Belgie                             | Jean-Luc Vandenbroucke             |                                    |
| 1980      | Francie                            | Jacques Bossis                     |                                    |
| 1981      | Belgie                             | Jozef Lieckens                     |                                    |
| 1982      | Belgie                             | Rudy Mathys                        |                                    |
| 1983      | Francie                            | Gilbert Duclos-Lassalle            |                                    |
| 1984      | Belgie                             | Ferdi Van Den Haute                |                                    |
| 1985      | Nizozemsko                         | Jean Habets                        |                                    |
| 1986      | Belgie                             | Jozef Lieckens                     |                                    |
| 1987      | Nizozemsko                         | Adri van der Poel                  |                                    |
| 1988      | Belgie                             | Edwin Bafcop                       |                                    |
| 1989      | Francie                            | Martial Gayant                     |                                    |
| 1990      | Nizozemsko                         | Frans Maassen                      |                                    |
| 1991      | Francie                            | Vincent Lacressonnière             | Tonton Tapis–GB–Corona             |
| 1992      | Německo                            | Olaf Ludwig                        | Panasonic–Sportlife                |
| 1993      | Itálie                             | Maximilian Sciandri                | Motorola                           |
| 1994      | Itálie                             | Andrea Tafi                        | Mapei–CLAS                         |
| 1995      | Spojené království                 | Maximilian Sciandri                | MG Maglificio–Technogym            |
| 1996      | Itálie                             | Michele Bartoli                    | MG Maglificio–Technogym            |
| 1997      | Itálie                             | Andrea Tafi                        | Mapei–GB                           |
| 1998      | Itálie                             | Luca Mazzanti                      | Cantina Tollo–Alexia Alluminio     |
| 1999      | Rusko                              | Dmitrij Konyšev                    | Mercatone Uno–Bianchi              |
| 2000      | Slovinsko                          | Andrej Hauptman                    | Vini Caldirola–Sidermec            |
| 2001      | Austrálie                          | Scott Sunderland                   | Team Fakta                         |
| 2002      | Itálie                             | Gianluca Bortolami                 | Tacconi Sport                      |
| 2003      | Austrálie                          | Baden Cooke                        | FDJeux.com                         |
| 2004      | Kazachstán                         | Andrej Kašečkin                    | Crédit Agricole                    |
| 2005      | Austrálie                          | Robbie McEwen                      | Davitamon–Lotto                    |
| 2006      | Belgie                             | Philippe Gilbert                   | Française des Jeux                 |
| 2007      | Slovensko                          | Peter Velits                       | Wiesenhof–Felt                     |
| 2008      | Itálie                             | Giovanni Visconti                  | Quick-Step                         |
| 2009      | Francie                            | Romain Feillu                      | Agritubel                          |
| 2010      | Francie                            | Romain Feillu                      | Vacansoleil                        |
| 2011      | Francie                            | Guillaume Blot                     | Bretagne–Schuller                  |
| 2012      | Dánsko                             | Lars Bak                           | Lotto–Belisol                      |
| 2013      | Francie                            | Nacer Bouhanni                     | FDJ.fr                             |
| 2014      | Belgie                             | Jonas Vangenechten                 | Lotto–Belisol                      |
| 2015      | Itálie                             | Fabio Felline                      | Trek–Segafredo                     |
| 2016      | Německo                            | Marcel Kittel                      | Etixx–Quick-Step                   |
| 2017      | Francie                            | Nacer Bouhanni                     | Cofidis                            |
| 2018      | Německo                            | Pascal Ackermann                   | Bora–Hansgrohe                     |
| 2019      | Německo                            | Pascal Ackermann                   | Bora–Hansgrohe                     |
| 2020      | Nejelo se kvůli pandemii covidu-19 | Nejelo se kvůli pandemii covidu-19 | Nejelo se kvůli pandemii covidu-19 |
| 2021      | Itálie                             | Elia Viviani                       | Cofidis                            |
| 2022      | Austrálie                          | Caleb Ewan                         | Lotto–Soudal                       |
| 2023      | Belgie                             | Tim Merlier                        | Soudal–Quick-Step                  |